# Łukasz Owsian
Łukasz Owsian, né le 24 février 1990 à Toruń, est un coureur cycliste polonais.

## Biographie
En juillet 2021, son contrat avec Arkéa-Samsic est prolongé jusqu'en fin d'année 2023. En août 2023, l'équipe officialise une extension jusqu'en fin d'année 2024.
Heurtant un panneau au cours de Liège-Bastogne-Liège 2022, Owsian y subit une luxation à l'épaule gauche.

## Palmarès
- 2008
  - 1rea étape de la Coupe du Président de la Ville de Grudziadz (contre-la-montre par équipes)
  - 4e étape de la Course de la Paix juniors
  - 2e du championnat de Pologne de poursuite par équipes
  - 3e du Trophée de la ville d'Ivrée
- 2011
  - 2e du championnat de Pologne sur route espoirs
- 2012
  - 3e de la Carpathia Couriers Path
- 2013
  - 3e du Dookoła Mazowsza
  - 3e du championnat de Pologne de la montagne
- 2014
  -  Champion de Pologne de la montagne
  - 3ea étape du Sibiu Cycling Tour (contre-la-montre par équipes)
- 2015
  - 2e du Memorial im. J. Grundmanna J. Wizowskiego
  - 3e de la Coupe des Carpates
  - 3e du championnat de Pologne de la montagne
- 2016
  -  Champion de Pologne de la montagne
  - Visegrad 4 Bicycle Race - GP Polski
  - 2e de la Korona Kocich Gór
- 2017
  - Korona Kocich Gór
- 2018
  - CCC Tour-Grody Piastowskie: 
    - Classement général
    - 4e étape

  - Memorial im. J. Grundmanna J. Wizowskiego
  - 2e du Tour de Langkawi
  - 3e du championnat de Pologne sur route
- 2021
  - 3e du championnat de Pologne sur route
- 2022
  - 3e du championnat de Pologne sur route

## Résultats sur les grands tours

### Tour de France
1 participation
- 2022 : 42e

### Tour d'Italie
3 participations
- 2015 : 118e
- 2017 : 88e
- 2019 : 73e

### Tour d'Espagne
2 participations
- 2022 : 90e
- 2023 : 75e
- 2024 : 89e

## Classements mondiaux
| Année                                 | 2009 | 2010 | 2011 | 2012 | 2013 | 2014 | 2015 | 2016 | 2017 | 2018 | 2019 | 2020  | 2021 | 2022 | 2023  | 2024  |
| ------------------------------------- | ---- | ---- | ---- | ---- | ---- | ---- | ---- | ---- | ---- | ---- | ---- | ----- | ---- | ---- | ----- | ----- |
| Classement mondial                    |      |      |      |      |      |      |      | 728e | 517e | 197e | 980e | 1506e | 985e | 430e | 2660e | 2416e |
| UCI Europe Tour                       | 834e | nc   | nc   | 586e | 304e | 968e | 311e | 447e | 306e | 216e | 705e | 1123e | 735e | 344e | nc    | nc    |
| UCI Asia Tour                         | nc   | nc   | nc   | nc   | nc   | 324e | 320e | nc   | nc   | 33e  |      |       |      |      |       |       |
|                                       |      |      |      |      |      |      |      |      |      |      |      |       |      |      |       |       |
| Légende : nc = non classéSource : UCI |      |      |      |      |      |      |      |      |      |      |      |       |      |      |       |       |